# ري أكينو
ري أكينو هو طبيب وسياسي فلبيني، ولد في 31 أكتوبر 1954 في الفلبين. انتخب عضو مجلس النواب في الفلبين.